# マルセリーノ・エレナ
マルセリーノ・エレナ・シエラ（Marcelino Elena Sierra、1971年9月26日 - ）は、スペイン・アストゥリアス州ヒホン出身の元サッカー選手。ポジションはDF。元スペイン代表。

## クラブ経歴
アストゥリアス州のヒホンに生まれ、1993-94シーズンにスポルティング・デ・ヒホンでプロデビューを果たした。翌1994-95シーズンからトップチームに昇格するが、レギュラー定着には至らず、1996年1月にRCDマジョルカへと移籍した。マジョルカでの2シーズン目にあたる1996-97シーズン、リーグ戦33試合に出場してクラブのプリメーラ・ディビシオン昇格に貢献した。1998-99シーズンには、FCバルセロナを破ってスーペルコパ・デ・エスパーニャを獲得した。
1999年夏、マジョルカでの活躍を受けてニューカッスル・ユナイテッドFCに移籍した。しかし、ニューカッスルではボビー・ロブソン監督の信頼を得られず、2001-02シーズンには構想外となってしまった。ニューカッスルからは同シーズン終了後に退団した。
2003年1月、半年の無所属状態からセグンダ・ディビシオンのポリ・エヒドに加入した。2003-04シーズン終了後に現役を引退したが、キャリアラストシーズンはリーグ戦35試合に出場していた。
現役引退後は選手の代理人として働いている。

## 代表経歴
1998年11月18日、国際親善試合のイタリア代表戦にてスペイン代表デビューを果たした。デビュー後直近の大会であるUEFA EURO 2000の登録メンバーからは落選したため、メジャー大会での出場歴はない。

## タイトル
RCDマジョルカ
- スーペルコパ・デ・エスパーニャ : 1回 (1998)